# Bernard Muller (homme politique, 1913-1993)
Pour les articles homonymes, voir Muller.
Bernard Muller, né le 24 avril 1913 à Saint-Étienne et mort le 20 mars 1993, est un homme politique français.

## Biographie
Fils d'Henri Muller, alors chirurgien de Saint-Étienne, Bernard Muller suit des études secondaires dans cette ville, puis poursuit en médecine à Lyon.
Mobilisé dès le début de la seconde guerre mondiale, il est rendu à la vie civile après l'armistice et exerce à l'hôpital de Saint-Étienne, dont il sera chef du service de gastro-entérologie.
En 1947, il entre au conseil municipal de Saint-Étienne, dont son père est maire depuis 1944. Il fait alors partie de la majorité constituée autour d'Alexandre de Fraissinette, alors engagé au sein du RPF, mais qui passe très rapidement au CNI. Il est réélu en 1953, puis 1959.
En 1962, il est suppléant de Fraissinette, élu député dans la première circonscription de la Loire. Au décès de celui-ci, en décembre 1964, Bernard Muller lui succède à l'assemblée nationale. Membre du groupe du Rassemblement démocratique, il est extrêmement discret comme parlementaire, puisqu'il ne dépose aucun texte ni n'intervient en séance. Son acte politique principal est le soutien actif à la création du Parc naturel régional du Pilat, qui ne sera cependant effective qu'en 1974.
En 1965, il ne se présente pas aux municipales, remportées par Michel Durafour. Deux ans plus tard, il décide de ne pas solliciter le renouvellement de son mandat de député, et quitte la vie politique.
Il se consacre à son activité professionnelle, et fonde l'association des amis du Parc naturel du Pilat qu'il présidera.
Il meurt renversé par une voiture à quelques semaines de son quatre-vingtième anniversaire.

## Détail des fonctions et des mandats
Mandat parlementaire
- 11 décembre 1964 - 2 avril 1967 : député de la Loire (en tant que suppléant d'Alexandre de Fraissinette).